# Franz von John
Franz Freiherr von John (20 de noviembre de 1815 - 25 de mayo de 1876) fue Feldzeugmeister, Jefe del Estado Mayor, y Ministro de Guerra austríaco.

## Biografía
Franz Freiherr von John nació en Bruck an der Leitha como el cuarto vástago de un oficial austríaco. Fue escolarizado en la academia militar en Wiener Neustadt y se unió al Regimiento de Infantería Archiduque Franz Karl N.º 52 en 1835 como teniente. En 1845 sirvió como Teniente en el personal de Intendencia General. En 1848 sirvió a las órdenes de Radetzky como capitán durante la primera guerra de la Independencia italiana donde se distinguió en la batalla de Goito.
En 1857 fue promovido a coronel, ennoblecido como Barón, se convirtió en comandante regimental. En 1859 era jefe de Estado Mayor del VI. Cuerpo de Ejército en Tirol del Sur. En 1861 fue promovido a mayor general y John pasó a ser jefe de Estado Mayor del ejército italiano comandado por Benedek.
Cuando se inició la guerra austro-prusiana John permaneció como jefe de Estado Mayor del Ejército del Sur en Italia bajo el mando del Archiduque Alberto. Durante la campaña se distinguió en la batalla de Custozza (24 de junio de 1866) y fue promovido a Feldmarshall-Leutnant sobre el campo de batalla. Después de la derrota del Ejército del Norte de Benedek en Königgrätz, acompañó al Archiduque al teatro de operaciones del norte.
En septiembre de 1866 se convirtió en Jefe de Estado Mayor del Ejército Austríaco (septiembre de 1866 - marzo de 1869) y en noviembre de 1866 también pasó a ser Ministro de Guerra (noviembre de 1866 - enero de 1868). El mismo año fue elegido miembro vitalicio de la Cámara de los Señores. Como ministro de guerra John sirvió en los gobiernos liderados por el Conde Belcredi, el Conde  Beust y el Príncipe Auersperg. Durante su periodo como ministro de guerra llevó a cabo una reforma del ejército basada en la conscripción general.
En diciembre de 1868 se convirtió en Inhaber del Regimiento de Infantería N.º 76.
En marzo de 1869 dimitió como jefe de Estado Mayor y se convirtió en comandante general en Graz. En 1873 John fue promovido a Feldzeugmeister. En 1874 de nuevo pasó a ser Jefe de Estado Mayor del ejército, un puesto que mantuvo hasta su muerte en Viena el 25 de mayo de 1876.